# 128228 Williammarsh
128228 Williammarsh este o planetă minoră (asteroid) din centura de asteroizi. A fost descoperită pe 18 septembrie 2003 la Goodricke-Pigott Observatory⁠(d) de Roy A. Tucker⁠(d). 
Obiectul prezintă o orbită caracterizată de o semiaxă mare de 2,7220653468171 UAi, o excentricitate de 0,031624593218135, o înclinație de 6,2499599974415 ° în raport cu ecliptica.